# Max Pisu
Massimo Pisu, detto Max (Legnano, 23 gennaio 1965), è un comico, cabarettista e attore italiano.

## Biografia
Di origini sarde da parte di padre, comincia fin da adolescente ad esibirsi da dilettante nelle attività di oratorio. Grazie a Gianni Cajafa arriva alla recitazione comica professionale, Debutta nel 1991 nel locale milanese La corte dei miracoli. Nel 1998 porta per la prima volta il personaggio di «Tarcisio», un ragazzo dell'oratorio, a Zelig, dove rimane fino al 2003. Nel 2000-2002 e nel 2004 partecipa alla trasmissione Guida al campionato.
Nel 2003 presenta su Rai 2 con Valeria Marini lo show BravoGrazie e successivamente Un disco per l'estate, Fabbrica del sorriso (2003), Notte mediterranea (2003-2006), Due sul divano (2005) e altri. Debutta al cinema nel 1999 nei panni di Tarcisio in La grande prugna di Claudio Malaponti, insieme a Enzo Iacchetti, Sandro Ciotti, Natasha Stefanenko e a molti altri protagonisti di Zelig.
Partecipa a pellicole di Aldo, Giovanni e Giacomo in ruoli minori e recita accanto a Rupert Everett nel film South Kensington (2001). Nel 2004 interpreta Walter nel film In questo mondo di ladri e partecipa a Box Office 3D - Il film dei film (2011) con Ezio Greggio e Gigi Proietti. Nel 2013 ha pubblicato il libro "Max quanto basta. Avventure e ricette per scoprire che il cibo è anche buonumore", edito da Gribaudo, scritto con Carlo Casti.

## Filmografia

### Cinema
- La grande prugna, regia di Claudio Malaponti (1999)
- Chiedimi se sono felice, regia di Aldo, Giovanni e Giacomo e Massimo Venier (2000)
- South Kensington, regia di Carlo Vanzina (2001)
- In questo mondo di ladri, regia di Carlo Vanzina (2004)
- Tu la conosci Claudia?, media di Massimo Venier (2004)
- Box Office 3D - Il film dei film, regia di Ezio Greggio (2011)
- Riso, amore e fantasia, regia di Ettore Pasculli (2016)

### Televisione
- 2004 Un posto al sole
- 2005 Bar Stadio
- 2006 Belli dentro, sit-com, regia di Gianluca Fumagalli
- 2007 Fiore e Tinelli
- 2007 7 vite
- 2008 Terapia d'urgenza
- 2008 Finalmente una favola
- 2009 Così fan tutte
- 2011 Don Matteo 8 - 1 episodio
- 2011 La famiglia Gionni
- 2012 I Cesaroni – episodio 5x14
- 2024 Sei nell'anima

### Cortometraggi
- Un dono per la vita, regia di Enzo Carone (2014)

## Programmi TV
- 1998-2000 Zelig
- 2000 Guida al campionato
- 2001 Gran Galà della Pubblicità
- 2001 Sanremo Estate
- 2001 Oscar del calcio AIC
- 2003 Bravo Grazie
- 2003 Zelig Circus
- 2003 Un disco per l'estate
- 2003 Notte mediterranea
- 2003 La fabbrica del sorriso
- 2005 Due sul divano
- 2005 Campioni, il sogno
- 2005 L'Italia sul due
- 2005 Quelli che il calcio
- 2005 Chi ha incastrato lo zio Jerry?
- 2007 La situazione di mia sorella non è buona (programma con Adriano Celentano)
- 2009 Controcampo
- 2010 Aria fresca
- 2022 Alessandro Borghese - Celebrity Chef (TV8) - concorrente

## Trasmissioni radiofoniche
- Anche la domenica (1996)
- Da dove chiama (1997)
- Amichevolmente vostra (Radio Italia) (1997)
- Testimonial spot Lega Anti-abbandono animali (1999)
- Bar Stadio alla radio (2006)
- Fair Play (2006)
- Belli Svegli (Discoradio) (2025)

## Teatro
- 1999/2000 - Tarcisio
- 2000-2002 - Tarcisioscopia
- 2002-2003 - Anche alle balene piacciono le carezze
- 2003-2005 - Certe cose ti segnano
- 2006-2007 - Autogrill
- 2012 - Amnesie
- 2016 - Forbici follia
- 2017 - Sabbie mobili
- 2018/2021 - Casalinghi disperati, regia di Diego Ruiz
- 2023 Come sei bella stasera' ', di Antonio De Santis, regia di Marco Rampoldi.

## Internet
Ha partecipato alla piattaforma digitale Sinarra.tv raccontando La vita è meravigliosa.

## Riconoscimenti
- 1992 – Premio Città di Milano-Gianni Magni
- 1996 – Premio Petrolini – Bravograzie
- 1997 – Premio Ugo Tognazzi
- 2000 – XXVIII Premio satira politica per il cabaret
- 2003 – Premio Walter Chiari
- 2007 – Premio Sportilia
- 2017 – Premio al merito civico città di Legnano[2]